# Предварительный заказ
Предвари́тельный зака́з, или предзака́з, — изъявление намерения потребителем приобрести в ближайшем будущем какой-либо товар (или услугу), который в настоящий момент готовится к производству или продаже. Предварительный заказ позволяет потребителю забронировать товар, а продавцу — изучить спрос на него с целью его производства в необходимом количестве. Товары по предварительному заказу обычно дешевле, чем после выпуска.
Предзаказ товара с невысокой стоимостью может быть оформлен без оплаты и каких-либо юридических обязательств по выкупу. Предварительный заказ дорогостоящих товаров как правило требует оформления договора купли-продажи и внесения полной или частичной предоплаты.

## Стимулирование заказа
Стимули́рование зака́за, или Бонус к зака́зу, — тактика маркетинга, в котором ритейлер или издатель продукта (обычно книги или видео-игры) поощряет покупателей резервировать копию продукта в магазина до его выпуска.
Причины могут быть разными, но, как правило, издатели хотят обеспечить высокие первоначальные продажи продукта, и предлагаемый стимул используется, чтобы побудить покупателей, которые в противном случае могли бы подождать положительных отзывов или определенного периода покупок, например, сезон отпуска, для совершения покупки. Оплатив часть или всю цену товара при оформлении заказа, потребители обычно завершают транзакцию вскоре после выпуска продукта, часто в первый день его появления в магазинах. Отдельные магазины или розничные сети могут также предлагать бонусы за популярный продукт, чтобы гарантировать, что клиент выберет покупку в этом месте, а не у конкурента.
Бонус за заказ может быть таким же простым, как скидка на покупную цену товара или других сопутствующих товаров, другая маркетинговая стратегия, или это может быть сам товар или набор товаров. Товары могут сопутствующим товарами или эксклюзивными товарами, доступными только через программу заказа.

## Предварительный заказ в играх
Примерно до 2000 года, основным методом распространения видеоигр были физические носители, такие как DVD-диски, игровые картриджи или CD-диски, включая в них упаковку и руководство. Подготовка производства достаточного количества копий для продавцов игр и продажи потребителям в день выпуска потребовала значительного объема прогнозирования рынка. Эпизоды в прошлых отраслях, такие как Кризис индустрии компьютерных игр 1983 года, заставило издателей опасаться производства в большом избытке, чтобы избежать ситуации, которая привела к погребению видеоигры Atari. С другой стороны, имея очень малое количество копий, которые были доступны на день запуска игры привело бы к негативу потребителей.
Ритейлеры как Gamestop и Amazon.com обнаружили в ранних 2000-х годах, что такой механизм заказа помогал с прогнозами, поскольку они могут заказать разумное число копий новых игр на основе интереса к заказу, что в свою очередь помогло издателям определить, сколько нужно сделать игровых копий. Затем заказы были обычно размещались путем предоставления продавца маленького процента от стоимости игры для сохранения их бронирования (например, 350 руб. или 700 руб. на видео-игру, которая стоит 3500 руб.), с гарантией того, что они получат свою игровую копию на день релиза после оплаты оставшегося баланса. Ритейлеры смогут использовать деньги за заказ для других инвестиций, эффективно начисляя некоторый процент на плату за заказ.
По мере роста видеоигрового рынка с некоторыми широко-популярными игровыми сериями как Call of Duty и Grand Theft Auto, издатели готовились, печатая большие тиражи игр, подготавливая их к отправке ритейлерам, так что даже потребители, которые не смогли сделать заказ, скорее всего, смогут получить копию в течение дня или 2 дней после релиза, сводящий на негатив для заказа основных драйверов. Кроме того, цифровая дистрибуция устранила необходимость в том, чтобы розничные версии набирали обороты, поскольку здесь фактически нет зафиксированного объема цифровых копий.